# Hussein Saleh
Hussein Saleh (* 3. August 2004 in Ghaziey) ist ein libanesischer Fußballspieler, der als Mittelfeldspieler für Racing Beirut in der Libanesische Premier League spielt.

## Karriere
Der Mittelfeldspieler begann seine Profikarriere am 1. Juli 2022 bei Racing Beirut in der zweiten libanesischen Fußballliga. Saleh ist Mitglied der libanesischen U23-Nationalmannschaft, für die er bereits vier Spiele absolviert hat.